# فرودگاه شهری اتونیا
فرودگاه شهری اتونیا (به انگلیسی: Eatonia (Elvie Smith) Municipal Airport) یک فرودگاه همگانی است که یک باند فرود چمن دارد و طول باند آن ۷۶۲ متر است. این فرودگاه در کشور کانادا قرار دارد و در ارتفاع ۷۲۱ متری از سطح دریا واقع شده است.